# CEDEIN
El Centro de Educación Integral CEDEIN 6 de Marzo, más conocido como CEDEIN, está ubicado en la ciudad de El Alto, Bolivia; es uno de los colegios más importantes de esta ciudad.

## Fundación
El Centro de Educación Integral CEDEIN 6 de Marzo se fundó un 6 de marzo de 1999.

## Banda Estudiantil
La Banda del Centro de Educación Integral CEDEIN 6 de Marzo se destaca por ocupar en los primeros sitiales de las competencias realizadas en la competencias de Bandas en Bolivia.
Teniendo el siguiente historial de trofeos ganados en la competencia más grande e importante de Bolivia (Concurso Nacional de Bandas Estudiantiles Cochabamba) que es convocado por la Escuela de Comando y Estado Mayor:
2.º Puesto 2001. Instructor Guarachi.
1.er Puesto 2003. Instructor Ruben Illa.
1.er Puesto 2003. (Concurso de Waripoleros). Oscar Céspedes, se postula en el dicho puesto para así llevar un título más para esta banda.
Concurso que se lleva a cabo en el momento de la participación de la banda, un concurso que trae a los mejores waripoleros de Bolivia en el cual este año su waripolero fue el más destacado.
1.er Puesto 2008. Instructor Victor Quispe.
1.er Puesto 2009. Instructor Isrrael Cadena.
1.er Puesto 2010. Instructor Wilfredo Asencio.
1.er lugar .- copa Evo morales Instructor Wilfredo Asencio.
2.do º Puesto 2012. Instructot Wilfredo Asencio.
1.er Puesto 2012. (Concurso de Waripoleros). Ariel Céspedes, quien llegaría a ser pupilo y hermano del ganador en el 2003.
Es cierto que de 2003 a la fecha hubo decadencia de representante waripolero que pudiese concretar un título pero, tubo participantes importantes que lograron títulos menores.
Habiendo concretado hasta el momento el TETRA-CAMPEONATO, entre estas se adhiere un sinfín de campeonatos y trofeos ganados en distintas convocatorias, lo cual hace a CEDEIN uno de los más importantes colegios de esa ciudad.
A la fecha queda al mando de prestigiosa institución el Sr. Leonardo Bravo. un exestudiante de la institución.
Con el pasar de los años se fue conformando la banda de exalumnos a lo que ellos llegan a denominar en sus páginas y pancartas XCEDEIN, quien salen a deleitar con su banda para el 6 de marzo, aniversario de CEDEIN, exalumnos reconocidos Nils Vladimir, Oscar Céspedes, Carlos Monrroy, Jose Mendoza, Victor Canaviri, Alfredo Mamani entre los más destacados. Quienes realizan la convocatoria para así dar tributo a CEDEIN.